# Rosa María Prol Ledesma
Rosa María Prol Ledesma (Ciudad de México, 27 de mayo de 1952) es una científica mexicana especializada en la energía geotérmica y en los Sistemas de información geográfica y Teledetección de los recursos naturales. Es investigadora del Instituto de Geofísica de la UNAM y ha liderado varios proyectos de investigación entre los que se destacan: Mapas de gradiente geotérmico y flujo de calor para la República Mexicana apoyado por el CONACyT y la SENER, en colaboración con el Centro Mexicano de Innovación en Energía Geotérmica, en el 2014. Ha recibido distinciones a nivel internacional como el Premio por el desempeño académico sobresaliente del Geothermal Institute de la Universidad de Auckland, Nueva Zelanda, en 1985.

## Biografía
En 1975 terminó la licenciatura en Física en la Facultad de Ciencias de la UNAM bajo el tema de sensores remotos. Posteriormente, realiza estudios de Maestría en la misma institución y se inscribe al Doctorado en Ciencias Físico-Matemáticas en la Academia de las Ciencias de la URSS, recibiendo el grado en 1981 con el tema de tesis: Estudio Geotérmico del Eje Volcánico Mexicano. En 1984 ingresó al Sistema Nacional de Investigadores (SNI) y en 2001  a la Academia Mexicana de las Ciencias.
En 1989 realizó una estancia sabática en el Departamento de Ciencias de la Tierra y Planetarias de la Universidad de Harvard, EUA y en el Instituto Geotérmico y en el Departamento de Geología de la Universidad de Auckland, Nueva Zelanda, en este último desarrollando una investigación con el título: Petrographic and Fluids Inclusions study of samples from Rotokawa Drillhole RK6, New Zealand.
Sus líneas de investigación se enfocan en Energía Geotérmica, Sistemas Hidrotermales activos y fósiles, Geología y Geofísica Marina, Yacimientos Minerales y aplicaciones de Sistemas de Percepción Remota y Sistemas de Información Geográfica.
Se ha desempeñado como docente impartiendo clases en la Facultad de Ciencias, Facultad de Ingeniería de la UNAM y en los Posgrados en Geofísica en Ciencias de la Tierra de esa misma institución, así como en la UAM Iztapalapa. También ha impartido cursos cortos en la Universidad Autónoma de Barcelona y en la Universidad de San Carlos en Guatemala.

Al respecto del potencial geotérmico con el que cuenta México, la investigadora ha declarado que: 
México cuenta con gran potencial de energía geotérmica, que además de ser un recurso natural gratuito, puede beneficiar a miles de familias al proveerlas de electricidad sin afectar el medio ambiente, (...)  la utilización de este bien se remonta a 600 años, y México tiene condiciones geológicas favorables con las que actualmente produce poco más de 950 Megawatts (MWe) anuales de energía, con un potencial de hasta 10 mil. 
Lo anterior en la conferencia La Geotermia en el futuro energético de México en la sala virtual del Centro Mexicano de Energía Geotérmica.
En el área de la divulgación científica, ha impartido más de 80 charlas y entrevistas, así como publicado 6 trabajos de divulgación, entre los que destacan El Calor de la Tierra de la Colección La Ciencia para todos del Fondo de Cultura Económica, México. Además, participa en programas de difusión de la Ciencia como los Veranos de Investigación Científica de la Academia Mexicana de las Ciencias.

## Publicaciones
1. Prol-Ledesma, R.M., (1988). La riqueza geotérmica de México. Geos, 8, 13-16 .
2. Prol-Ledesma, R.M. (1990). Mapa geotérmico de la República Mexicana. Atlas Nacional de México. Instituto de Geografía, UNAM. Vol. III. ISBN 968-36-1589-9
3. Prol-Ledesma, R.M., Canet, C., Alfonso, P., and Melgarejo, J.C., 2002. Biogenic vs Geochemical Precipitation of Minerals in the Submarine Hydrothermal Vents of Punta Mita, Mexico Proceedings 24th New Zeland Geothermal Workshop. 235-238
4. Prol-Ledesma, R.M., (2000). Actividad volcánica y Recursos Naturales. Geofisicosas, 8, 1-3.
5. Prol-Ledesma, R.M., Canet, C., (2012), Evaluación y explotación de los recursos geotérmicos del océano. En: Low-Pfeng, A., Peters-Recagno, M. (Eds.) La frontera final: el océano profundo, INE-SEMARNAT pp. 11-30. ISBN 978-607-7908-30-2.